# Vânia Abreu
Vânia Mercuri de Almeida, mais conhecida pelo nome artístico de Vânia Abreu (Salvador, 30 de maio de 1967) é uma cantora, produtora musical e escritora brasileira de MPB. É irmã da cantora Daniela Mercury.

## Discografia
- 1995 – “Vania Abreu” – Produção Ary Sperling
- 1997 – “Pra Mim” - Produção Guto Graça Mello
- 1999 – “Seio da Bahia” – Produção Paulo Dáfilin
- 2004 – “Eu Sou a Multidão” – Produção Paulo Dáfilin
- 2006 – “Pierrot & Colombina” projeto especial com Marcelo Quintanilha– Produção Mauricio Tagliari – YB
- 2007 – “Misteriosa Dona Esperança” – Produção Serginho Rezende
- 2009 – “Flor da Bahia” - Produção Paulo Dáfilin - Álbum Digital
- 2017 – "Antes de Hoje - Ao Vivo" - Produção Xinho Rodrigues e Vania Abreu - Álbum Digital
- 2017 – “Eu e Meu Amor” – Produção Xinho Rodrigues - Single Digital
- 2018 – "Meu Sotaque" - Produção Toni Duarte - Single Digital

## Trilhas sonoras
- 1996 – “Meu sonho não” – (faixa do 1º CD - Vania Abreu) - Tema do filme Fica comigo, direção de Tizuka Yamazaki.
- 1997 – “Ser igual é legal” – (faixa do 2º CD – Pra mim) - Trilha da novela “Anjo Mau”, da Rede Globo.
- 1999 – “Quando eu estava só” – (gravação Inédita) - Trilha da novela “Meu pé de laranja lima”, da Rede Bandeirantes.
- 2002 – “Meditação” – (gravação inédita) - Trilha do Filme “Lara” – Arranjos e Direção Musical de Dory Caymmi. Livre adaptação dos livros de Odete Lara, dirigido por Ana Maria Magalhães
- 2007 – “Dó de Mim” (regravação da própria artista) - Trilha da novela “Alta Estação” da Rede Record de Televisão.
- 2007 – “As Quatro Estações” (faixa do 1º CD – Vania Abreu) – Trilha da novela “Maria Esperança” do SBT.

- 2007 – Participação na trilha do espetáculo teatral “Ervilha Sapo Júnior" de autoria e dirigida por Marcus Vinicius de Arruda Camargo. O espetáculo tem música e canções de Marcelo Quintanilha, e como intérprete da música "Ervilha": Vania Abreu. Esta música foi composta especialmente para a personagem principal. Ervilha Sapo Júnior é a continuidade da "Trilogia do Muro". A primeira: "Desce do Muro Moleca!"; a segunda "Um Jeito Assim..." conquistou o prêmio APCA (Associação Paulista de Críticos de Artes) de melhor diretor e teve indicação para o Troféu Mambembe como melhor autor em 1998. As três peças se entrelaçam mantendo a mesma inspiração na cenografia e na trilha sonora composta por Marcelo Quintanilha.

## Participações em álbuns
- 1994 – Disco “Meninos do Pelô” – Participação na faixa “Meu Brinquedo” Incidental “Se essa rua fosse minha” – Sony Music. Assina a produção vocal.
- 1995 – Disco “A Gema do novo” - Música “As quatro estações” – Compilação da rádio Musical FM – São Paulo.
- 1996 – Disco “Voz Guia”, do cantor e compositor Roberto Mendes. Participação na Música “Distração”. Gravadora Velas.
- 1996 – Disco “Grão”, Música “Via Papua”. Coletânea lançada pelo Prêmio Copene de Cultura e Arte. Distribuição limitada pela Copene / Secretaria de Cultura e Turismo da Bahia.
- 1997 – Disco “Bahia com todas as letras” com a música “Saudade da Bahia” de Dorival Caymmi. Secretaria de Cultura e Turismo da Bahia.
- 1998 – Disco “Banco do Brasil” - Música “Lua Nova” de Evaristo Filho e Edvando de Souza, ganhadores do festival realizado na instituição. Distribuição limitada somente para funcionários do Banco do Brasil.
- 1999 – Disco “Minha Palavra” - Música “Eu não estava só” de Alexandre Leão, cantor e compositor, sem distribuição nacional.
- 1999 – *Música “Seio da Bahia”, de Carlos Careqa, participa da compilação da gravadora Universal intitulada “CD Expo 99” – Suplemento Universal Music.
- 2000 – Disco “Do Lundu ao Axé” – a Bahia de Todas as Músicas - Música “São, São Paulo Meu amor” de Tom Zé. Tiragem limitada comemorativa da Secretaria de Cultura e Turismo da Bahia.
- 2000 – *Música “Mais de Mim” de Marcelo Quintanilha participa da compilação da Gravadora Universal Music intitulada “MBP 2000”.
- 2001 – Disco Projeto Palavra de Criança - Música “Simplicidade” - Coordenado pelo compositor e violonista Camilo Carrara - Canções Compostas sobre poemas das crianças do Lar de Maria – Santo André SP – A renda obtida com a vendagem é revertida para a mesma instituição. 2001 - Participa do CD da National Geographic, lançada somente nos EUA e Canadá, com a música “Anjo da Velha Guarda” do seu terceiro CD “Seio da Bahia”
- 2002 – Disco “Old Pôster” – da cantora Clara Ghimel - Música “Deixa sangrar”. Selo Mulambo Records.
- 2002 – Disco “Pegue ou Largue” da cantora Belô Velloso - Música “Madrugada”, faixa que divide com Jussara Silveira e Belô Velloso. Gravadora PlayArte.
- 2002 – Disco “Sala de Estar” - Música “Quando Eu Estava Só” de Marcelo Quintanilha no terceiro disco do cantor e compositor pelo selo YB Music/ Tratore.
- 2004 – Disco “Não sou filho de ninguém” - Música “O Louva Deus” do cantor e compositor Carlos Careqa. Pelo selo Thanx God/Tratore.
- 2005 – DVD “Clássica” - de Daniela Mercury – Música “Sua Estupidez” (Roberto Carlos e Erasmo Carlos). Pela Som Livre.
- 2006 – Disco “Pierrot & Colombina” – Projeto especial com Marcelo Quintanilha. Pelo selo YB Music. Distribuição da Tratore. 2006 - Disco “Tempo ao Tempo” – do cantor Zé Guilherme – Música “Caminhos do Coração” de Gonzaguinha. Pelo selo Lua Music.
- 2007 – Disco “2º Tempo” do cantor e compositor Péri – Música “O Mundo Virou”. Pelo selo Baticum/Tratore
- 2007 – Disco “Pandeirando” do percussionista Emerson Taquari. Música “Ferrin com Sétima” junto a Gabriel Póvoas também convidado e autor da composição. Independente.

- 2009 – Disco “Nós Somos Nós” do cantor Angolano Felipe Mukenga – Música “Aprisionar a Negra Noite”. Pelo Selo Ginga e Saravá discos.

- 2010 – Disco “Abrigo de Canções” do cantor e compositor amapaense Rudnei Monteiro – Música “Maiana”. Pelo prêmio Conexão Vivo.
- 2013 – Disco “Ladeira da Memória” do SESC SP produzido por Carlos Careqa. Música “Sonora Garoa” de autoria de Passoca.
- 2013 – Disco “Tributo a um Pioneiro”. Música “Canção para um imperfeito”. O CD traz grandes nomes da música secular interpretando os grandes sucessos do padre, todos selecionados pelo sacerdote, que aceitou a homenagem: Paula Fernandes, Michel Teló, Luan Santana, Elba Ramalho, Zeca Baleiro, Fagner, Danilo Dyba, Daniel, Vania Abreu, Daniel, entre outros. Lançado pela Universal Music e CODIMUC
- 2024 - Álbum Pode Ser Que O Amor Seja Outra Coisa. Disponível nas plataformas digitais. Arranjos, produção e direção musical de Giovani Goulart. Giovani tem carreira internacional, morou na Alemanha, em Portugal e no Canadá e foi ele quem tocou quase todos os instrumentos deste álbum. Participação especial de Tuniko Goulart na guitarra da canção "Cheia de Graça" e de Daniel Bento no sax soprano em "Começar de Novo".

## Produtora Musical
- 2012 – Assumiu a direção artística do selo musical paulista Comando S Discos e inicia o trabalho de resgaste e arquivamento da obra autoral e da produção do CD do sambista Riachão, intitulado Mundão de Ouro, que teve 2 (duas) indicações no Prêmio da Música Brasileira 2013 na categoria samba, como melhor álbum e melhor canto. O show de lançamento do CD dirigido por Vania, esteve também entre os melhores do ano pela crítica de São Paulo.
- 2016 – Produziu ao lado do maestro R. Petreca, o álbum intitulado Lázaro do cantor baiano Jauperi que figurou na lista dos melhores discos de 2015 na América Latina, pelo conceituado site zachary-jones.com, lançado pelo selo Friends Music.

## Escritora (Livros)
- 2017 – "Eu e meu lugar" - Uma narrativa que entrelaça a biografia de Riachão com uma história de ficção para o Projeto - Eu Vim da Bahia pela Editora Caramurê. Livro Infanto Juvenil.